# Јеванђеље по Томи
Еванђеље по Томи је ранохришћанска збирка Исусових изрека, која се не налази у канону Новог завета, већ га првенствено Римокатоличка црква сматра Јеретским списом. Јеванђеље по Томи је пронађено на коптском језику тек у 20. веку заједно са осталим списима библиотеке Наг Хамади.
Рукопис садржи 114 изрека које се приписују Исусу, од којих се око половина налази и у канонским јеванђељима Новог завета, док су остале изреке биле непознате пре открића. Увод у поједину изреку у већини случајева гласи: "Исус рече". Иако је у Наг Хамадију пронађено заједно са неким гностичким списима, Јеванђеље по Томи се не може приписати некој посебној гностичкој школи или следби. Какогод, рани црквени епископи, попут Евсевија, су сматрали Томино јеванђеље за јеретички спис.
Ауторство јеванђеља се приписује апостолу Томи, познатом као Тома Близанац. Неки научници оспоравају Томино ауторство и сматрају да је прави аутор непознат.
Постоје различите процене о датуму настанка Томиног јеванђеља које се крећу у распону од 60. до 140. године после Христа.

## Настанак
Пронађено Јеванђеље по Томи на коптском језику представља превод са старијег грчког списа. Фрагменти тога еванђеља у изворној, грчкој верзији, садржани су у Папирусима Оксиринхус 1, 654 и 655, који су откривени и објављени почетком 20. столећа, но као делови Томина јеванђеља идентификовани су тек после открића библиотеке Наг Хамади.
Барем један од тих грчких фрагмената произлази из рукописа написаног пре 200. године по Христу, што значи да је грчка верзија тога еванђеља била у употреби у Египту већ у 2. веку. Ауторство еванђеља приписује се Јуди Томи Дидимосу, познатом као апостол Тома. У Сиријској оријентално-православној цркви, Тома је познат као Исусов брат који је утемељио цркве на Истоку. Еванђеље по Томи је највероватније написано у Сирији. Двојбено је ли изворно састављено на арамејском, а потом преведено на грчки, јер су многе најстарије Исусове изреке, попут оних из канонских еванђеља, најпре биле у оптицају на арамејском, Исусовом језику.
У свом најизворнијем облику, јеванђеље по Томи вероватно потиче из 1. века.

## Однос са другим списима
Велик број изрека из Еванђеља по Томи има паралеле у новозаветним еванђељима – у синоптичким јеванђељима по Матеју, Марку и Луки, те у Јеванђељу по Јовану (ове сличности су посебно значајне; нпр. изреке 13, 19, 24, 38, 49, 92). Неке изреке имају паралеле и у неканонским јеванђељима, особито у Јеванђељу по Хебрејима (нпр. изрека 2) и Јеванђељу по Египћанима (нпр. изрека 22), која су била у оптицају у 2. столећу.
Упоређујући облик и изражај познатих изрека с обликом у којему су оне сачуване у Новом завјету, готово се увек чини да „Јеванђеље по Томи чува изворнији облик традиционалне изреке“. Изворнији и краћи облици особито су очити у Исусовим параболама (нпр. изреке 8, 9, 57, 65, 96, 109). Претпоставља се да су многе изреке пронађене код Томе такође садржане и у заједничком "Извору Q", који су користили Матеј и Лука. С друге стране, Еванђеље по Томи такође садржи неке изреке потпуно другачије од заједничког синоптичког извора, чије паралеле налазимо у Еванђељу по Јовану, у Марку 4:21-25, па чак и у Првој посланици Коринћанима (уп. изреку 17 и 1 Кор 2:9). Еванђеље по Томи је, стога, сродна, али потпуно независна збирка Исусових изрека. Неке од изрека, чак и оне које се не могу упоредити ни са једном изреком из новозаветних еванђеља (особито параболе 97 и 98), можда припадају најстаријем слоју предаје. Јеванђеље по Томи доноси и неке претходно непознате Исусове параболе попут приче о празном ћупу и приче о убици моћника.
За разлику од канонских еванђеља који садрже значајне сегменте наративних материјала о животу и чудима Исуса Христа, код Томе томе нема трагова. Изреке које се односе на будући долазак Сина Човечјег, карактеристичне за синоптичка јеванђеља, код Томе уопште не постоје. Док синоптичка јеванђеља наглашавају есхатолошко очекивање доласка "Божјег царства", Еванђеље по Томи наглашава откривање „Очевог царства“ у спознаји себе (нпр. изрека 3), вођеној Исусовим изрекама. Такво разумевање спасења слично је ономе изражено у многим одломцима Еванђеља по Јовану, у којему је откривање истине и живота везано уз Исусове речи (Јв 6,63; 8,51).